# 32090 Craigworley
32090 Craigworley è un asteroide della fascia principale. Scoperto nel 2000, presenta un'orbita caratterizzata da un semiasse maggiore pari a 2,3526222 UA e da un'eccentricità di 0,1265131, inclinata di 9,04404° rispetto all'eclittica.